# キン肉万太郎
キン肉万太郎（キンにくまんたろう）は、ゆでたまごの漫画『キン肉マンII世』に登場する架空の人物であり、『キン肉マンII世』の主人公。
アニメの声優は小野坂昌也。

## 人物
初代キン肉マンことキン肉スグルとビビンバの息子であり、キン肉星の王子（第59代王位継承候補者）。父親と同じブタ鼻、タラコ唇と称されるデザインのマスクを付けているが、額の一部から頭髪を露出させている点に差異がある。
初登場時は超人レスラーより科学者や弁護士を志していたことからガリ勉で眼鏡もかけていた（ただし、テストの点数は赤点ばかり）。格闘技に関しては積極的に教えられていなかったが、その素質を見抜いたラーメンマンから勉強を教えてもらう条件としてキン肉星の洞窟の中でトレーニングをやらされていたため、基礎的な力は備わっていた。ストーリーが進むにつれ、幼少時の万太郎も父スグルから柔道やリング上のルールの手ほどき、タッグマッチの極意を授かるなどの場面が回想として登場。形成逆転や新必殺技誕生に繋がる重要なヒントとなっている。戦意・怒りが最高潮に達すると火事場のクソ力が発動、額に肉マークが浮かび上がる。格闘理論に長け、技の習得などが早く、試合中に機転を利かせて形勢逆転したり勝利に繋げたりすることも多い。
性格はお調子者で臆病、かつワガママで下品など父・スグルと共通部分が多いが、野趣に富んだスグルと違い、生まれた時からキン肉星の王宮で育てられた軟弱な現代っ子。一人称は「ボク」で語尾に「だよ〜」と付けることが多く、お坊ちゃん育ちであることが表現されている。他にも面倒くさがり屋で、重度の好色漢で拝金主義者。極度のカナヅチでシャンプーハットがないと髪も洗えない。他者を軽視し見下す言動も多く、目立とうとして悪ふざけをしたり、調子に乗ってしまうため、仲間たちやファンから反感を買う場面もスグルより多い。とはいえ、友情・正義・仲間・平和のために勇気を振り絞って戦う面もあるので、周囲からは信頼も得ている。究極の超人タッグ編では、序盤で自分を売り込むために仲間のセイウチンの優しさを弱さとして「ヘボ超人」呼ばわりするなど性格上の致命的な欠点も露呈して、当初は周囲を不快にさせることも少なくなかったが、格闘経験のほとんどないカオス・アヴェニールがタッグパートナーとなったため、その後は自らがしっかりしなければならないといった自覚も芽生え、以前のようなビビリ癖はほとんど見られなくなるなど、様々な過程で反省や試行錯誤を重ねて短期間で精神的に成長した。
好物はカルビ丼で、地方の美味いものを食べ歩く場面も度々ある。また、千葉ロッテマリーンズのファンで、ロッテの本拠地で試合ができることを大喜びしており、マリーンズを「最強軍団」「ホントカッコいい」「サイコー」と称しながら、その選手たちや千葉マリンスタジアムの話題を熱心に語るシーンがある。
人気投票ではあまり票が入らず悔しがるシーンが多い（PB版における投票ではケビンマスクとの絡みをネタとして扱われたり、掃除係をさせられたりもした）。第3回では主人公でありながら13位に下降したが、第4回では4位に上昇。『キン肉マンII世〜オール超人大進撃〜』では、2位に入っている。
アニメ版では原作における問題児ぶりは多少は抑えられており、原作ではコミカルに描かれた面がシリアスに描かれることもあった。万太郎を演じた小野坂昌也は『キン肉マン』の続編である主人公の万太郎を演じるに当たり、「全く新しい作品だから、プレッシャーはなかった」。また「カッコいいシーンとギャグ部分の切り替えが一番難しい」と述べる。
名前の由来は父・スグル曰くウルトラ兄弟の「ウルトラマンタロウ」から。それゆえアニメ版ではキン肉マン・タロウと度々間違えられていた。本人もあまり気に入っていないようであり、自分で聞いて「バカな名前」と発言したこともある。主人公としての作品タイトルでもある「キン肉マンII世」も一応の通称ではあるが、「II世」と普段から呼ぶのは父親のスグル同様にお目付け役となったアレキサンドリア・ミートくらいで、仲間やライバルなどの超人レスラーたちからも本名の「万太郎」と呼ばれ、二階堂凛子は途中から「マンタ」とも呼ぶようになる。この点はスグルが現役時代は周囲からほとんど「キン肉マン」と呼ばれていたのとは対照的で、万太郎は公式戦でも「キン肉万太郎」と本名で臨んでいる。
キャラクターデザインは試行錯誤したが、最終的に原作担当の嶋田隆司による「髪の毛をマスクから出しているメキシカンレスラーの雰囲気はどうだろう」という案を取り入れたものに決まった。

## 『キン肉マンII世』

### 生い立ち
キン肉スグルとビビンバの間に生まれた万太郎は、彼らが40歳と年老いてから出来た子供のため、甘やかされた生活を送り、万太郎も父のことは「遊び道具」としか見ていなかった。14歳になった頃、新世代悪行超人が地球に現れ、万太郎も戦うことを告げられるが、万太郎は全く戦う気がなく、洞窟に行き、勉強を教えてもらう生活を送っていた。しかしその教師は父スグルの親友ラーメンマンであり、彼に勉強を教えてもらうと同時に戦闘訓練も付けてもらい、才能の片鱗を見せていた。そこに悪行超人ボーン・キラーが襲来、万太郎はラーメンマンが傷つく姿を見て怒り心頭に発し、キン肉バスターでボーン・キラーを倒す。
アニメ版では、ほとんど事故のような形で宇宙船のカプセルから地球へと射出され、美波理（ビバリー）公園のキン肉ハウスにてアレキサンドリア・ミートと出会う。そこへカプセルの反応を追って現れた悪行超人ブラッド・キラーと交戦。臆病風に吹かれて逃げ回っている内に身体能力の高さをミートに認められる。そして母ビビンバのカルビ丼を壊され踏みにじられたことで火事場のクソ力が発現。ブラッド・キラーをキン肉バスターで破り勝利する。

### ヘラクレス・ファクトリーにて
悪行超人襲来を期に万太郎は正義超人大学校ヘラクレス・ファクトリー（以下H・F）に入学することになる。このとき万太郎はテリー・ザ・キッドに対抗意識を燃やされるものの、打ち解けた彼と協力し、潜入していた悪行超人アナコンダを撃破している。
卒業試験では父スグルと直接対決となり、万太郎は舐めてかかるが、関節技に苦しめられる。しかし万太郎は機転を利かせた攻撃により、父の集中力を乱し、これに勝利する。
卒業後、H・Fでの成績が最下位だった万太郎は東京大田区の田園調布にある美波理（ビバリー）公園の防衛に選抜され、キン肉ハウスにてかつて父に従事していたミートを冷凍睡眠（コールドスリープ）から目覚めさせ、共に生活することになる。
アニメではH・F入校直前に新世代超人として闘うことを義務付けられることを嫌がり、家を飛び出し宇宙船に逃げ出すものの誤作動により地球に不時着、キン肉ハウスにてミートと出会い、持参したカルビ丼を台無しにしたブラッド・キラーを倒している。

### d.M.pとの対決
日本武道館にプロレス観戦に来ていたところをd.M.pが襲来。その中にはケビンマスクの姿もあった。万太郎はテルテルボーイ、MAXマンと闘い、これを勝利する。それを見たケビンマスクはd.M.p脱退を決意する。
一方、大阪では悪魔超人首領サンシャイン率いるナイトメアズが襲来、万太郎一行は大阪へ移動（資金節約のため、新幹線の先頭部分に捕まって移動していた）。大阪に着いた万太郎は風俗店に立ち寄っていたところをサンシャインと遭遇。ミートに口止めしてもらう代わり（アニメでは大阪の町で食べ歩きしていたところを金が払えなくなり、サンシャインに代わりに払ってもらう）にテリー・ザ・キッドVSレックス・キング戦のレフェリーを務めさせられる。
キッドの闘いの後、万太郎はサンシャインが手塩にかけて育てた弟子・チェック・メイトと闘う。窮地の闘いの中、火事場のクソ力が発動をさせた万太郎はこれを撃破する。その後、悪魔超人軍が全員やられたことによりd.M.p本部にて内乱が発生、アジトの自爆スイッチを押されたことによりd.M.pは壊滅する。

### H・F一期生二期生入れ替え戦
d.M.p壊滅後、日本駐屯超人としての任務を忘れ、夜遊びに繰り出していた万太郎、キッド、セイウチン、ガゼルマンの4人は正義超人協会に目をつけられ、H・Fを卒業した二期生と日本防衛超人としての権利をかけた入れ替え戦に参加させられることになる。
万太郎はBブロックにてデッド・シグナルと戦い勝利するも、Aブロックではガゼルマンがジェイドに、キッドがスカーフェイスに敗れ、Bブロックにて共に戦っていたセイウチンがクリオネマンに敗れたことにより、一期生は万太郎一人となってしまう。二期生全員から敵視された万太郎は試合から脱走するものの、セイウチンやキッドの心の声援を受けて再び決戦場へ。準決勝では海上リングという不利な立場にありながらもクリオネマンを破る。決勝戦では同じ二期生であるジェイドを破り、勝ちあがってきたスカーフェイスと対戦。
万太郎は得意技であったキン肉バスターを破られ、闘いの中、スカーの正体がd.M.pの生き残りマルスであることが判明する。必殺技を失った万太郎はスカーの波状攻撃を受けるが、スカーの攻撃から逃れた際、彼の背中の弱点を発見する。その弱点とかつてキン肉マンから教わったリングの使い方、敗れた一期生たちの声援により、新必殺技マッスル・ミレニアムを完成させ、スカーフェイスに勝利し、一期生は日本駐屯超人に返り咲く。しかし彼らの遊び呆けた生活は特に変わらなかった。またこの後、二階堂凛子に一目惚れし、d.M.pの生き残りTHE・リガニーに人質にされた彼女を救出している。

### 火事場のクソ力修練
地球で数々の闘いを繰り広げ勝利してきた万太郎だったが、相手の攻撃を受け続けた薄氷の闘いの末の勝利であったためにその肉体は傷だらけとなり、このまま闘うと廃人になりかねない危機を迎えていた。それを重く見たキン肉星超人委員会は万太郎を召還し、彼に完全な火事場のクソ力を身に付けさせるため火事場のクソ力修練を受けさせる。
対戦相手となるノーリスペクトとの闘いを嫌がる万太郎だったが、スグルの檄により彼らを自分の手で地球に送り込み、闘いを開始する。
ノーリスペクト#1・フォーク・ザ・ジャイアントとの闘いで彼の憎しみのパワーに押され、くじけそうになる万太郎だったが、彼の強さを確かめに現れたチェック・メイトの応援によりフォークに勝利。試合後、彼に「寛容」の心を持って接し、火事場のクソ力の元となる「寛容」の炎を魂のランタンから噴出させる。
ノーリスペクト#2・ハンゾウとの闘いでは直前に伝説超人ザ・ニンジャが乱入。ハンゾウの実力を危惧し、万太郎の代わりに戦うも敗北して死亡する。超人の死を初めて目の当たりにした万太郎は恐怖し、逃げ出すもののニンジャが死に際に残したスカーフに宿っていた彼の霊の激励により再びリングへ赴く。ハンゾウとの試合では顔を剥がされるという恐怖を乗り越え、ハンゾウに勝利。試合後、火事場のクソ力の元となる「無我」の炎を魂のランタンから噴出させる。
ノーリスペクト#3・正義超人専門の殺し屋ボーン・コールドとの闘いは同行していたシュラスコ族長老ミンチが人質になり、彼に情が移っていたミートが困惑。万太郎は彼を救出するためボーンと闘うが、ミートがボーンに脅迫され、さらには合流したキッドとチェック・メイトのアドバイスが合わず大苦戦。戦いの中、ボーンはミートの生い立ちを話し、さらに困惑させる。それを見たミンチはボーンの正体を告げようとするも、ボーンの手にかかり死亡。瀕死のミンチは自分がミートの父親であることを明かし絶命する。頼れるミートもいなくなり、自分とキン肉マンの実力の違いを痛感する万太郎だったが、キッドとチェック・メイトのセコンドにより逆転。同時にボーンの正体が過去・キン肉マンに破れた超人キン骨マンの息子であり、彼から虐待を受け、悪に落ちたことが判明する。ボーンを倒した万太郎は火事場のクソ力の最後の要素「友情」の炎を魂のランタンから噴出させる。これにより火事場のクソ力修練を完遂させた。

### 超人オリンピック ザ・レザレクション出場
超人オリンピック ザ・レザレクションが開催される。万太郎は当初、参加する気はなかったもののキッドたちの戦う姿を見て、超人オリンピックに魅了される。その後、超人オリンピック日本予選トーナメントBブロックに飛び入り参加。決勝に進んでいたザ☆農村マンに万太郎は苦戦しながらも、彼に勝利し出場権利を勝ち取る。
大会予選ではキン肉族への私怨によるハラボテ、イケメン親子の策略により不利な立場に立たされる万太郎だったが、奇跡の逆転により全ての予選を通過。
アニメでは本戦開始前、バロン・マクシミリアン率いる残虐超人たちが万太郎に挑戦状を叩きつける。富士山に造られたリングで万太郎および正義超人たちは力を合わせて撃退に成功した。
万太郎はBブロック1回戦にてウォッシュ・アス、2回戦ではバリアフリーマンに勝利し準決勝へコマを進める。同じく闘っていたジェイドが悪行超人を親に持つヒカルドにより敗北、意識不明の重体となるが、万太郎は彼に呼びかけ、ジェイドの意識を取り戻し、ヒカルドに勝利することを約束する。準決勝では悪行超人として完全に目覚めたヒカルドを征伐し、決勝に進出する。
準決勝2回戦ではケビンマスクにより場外に落とされたイリューヒンを救うためミートがアキレス腱断裂と全身打撲の重傷し入院。ルール上の関係で仲間たちの助けも受けることが出来ず、決勝戦のケビンマスクとの闘いは一人で戦うことになる。途方に暮れ、一人特訓に励む万太郎だったが、そこに農村マンが現れ、万太郎のセコンドを務める。農村マンは、マッスル・ミレニアム発動のタイミングを自らに委ねるよう進言する。
ケビンとの試合は一進一退の攻防となるが、万太郎は農村マンの合図を待つことが出来ず、マッスル・ミレニアムを仕掛ける。しかし、対策を立てていたケビンマスクにマッスル・ミレニアムを破られ、メイル・ストロームパワーを発動させた彼に「OLAP」で両腕をへし折られ、さらにはビッグベン・エッジでKOされ、ケビンマスクに敗北する。大会終了後、初の黒星を喫し、農村マンとの友情パワーをも蔑ろにしたことを悔やむ万太郎はキン肉ハウスを飛び出し行方不明となる。
アニメでは無意識状態のまま立ち上がったことでケビンが追い打ちを怠り、これまで戦ってきた超人たちの声援を受け復活。関節を筋肉で元に戻し、寛容・無我・友情の要素を併せ持つ真の火事場のクソ力を発動。更なる激戦を繰り広げ、最後はOLAPの影響で肩・腕の関節が緩くなっているのを利用しビッグベン・エッジから脱出、ミートのアドバイスによってキン肉バスターの進化系マッスル・G（グラヴィティ）を修得し、ケビンマスクを破り優勝を決めた（アニメはここで終了している）。

### 悪魔の種子編
超人オリンピック終了より3か月、クァン母子によって保護された万太郎は雪山での特訓に励んでいたが、ある時ミートが悪魔の種子により7等分にされたことを知る。万太郎はジェネラル・パラストに赴き、仲間たちと合流するが、パラストには悪行超人しか通れないゲートバリヤーが張られていた。万太郎は元悪魔超人であるバッファローマンが一時的に悪魔超人に戻りこじあけたことにより、パラストに入場する。
最初に入場したジェネラル・ラクリマにて万太郎は第一の刺客・コンステレーションを新技「マッスル・G」で倒す。万太郎は闘いの疲労で倒れるが、スカーフェイス、ケビンマスク、ハンゾウ、イリューヒン、バリアフリーマンの5人がゲートバリヤーを突破し万太郎を救助、彼らがアイドル超人軍として代わりに悪魔の種子たちと闘う。ハンゾウ、イリューヒン、バリアフリーマンがそれぞれミートのボディパーツを取り返し、残るスカーフェイスとケビンマスクはB-エボリューションズを結成し、ザ・デモリッションズ（ボルトマン、再生アシュラマン）と戦うが、スカーフェイスが消滅し敗北。アシュラマンは14日後全てのパラストが合体した「悪魔の体内」にて残った万太郎とケビンに挑戦状を叩きつける。万太郎はケビンとのタッグ結成を、スカーフェイスを見殺しにしたという理由と、ケビンに自分が負けたからと挑発され拒否。その後、2人は互いに分かれ特訓を行う。万太郎はキッドたちに協力してもらい、マッスル・Gの完成とアシュラマンの「アルティメット・阿修羅バスター」の特訓を開始する。特訓終了後、スグルと合流し、彼がアシュラマンとの闘いに着ていたコスチュームから作り上げた新コスチュームを譲り受ける。ケビンと合流し仲違いしながらも悪魔の胎内に入場した万太郎はリングに上がる。ケビンとの仲は険悪なものだったが、ケビンはタッグの「勝利に貢献する心」を見せ、万太郎は遂に彼と和解しザ・坊ちゃんズを結成し、コンビネーションを完成させる。ボルトマンをケビンの秘策とツープラトン・NIKU⇒LAPでKO、ケビンは彼に勝利を託して倒れ、再生アシュラマンとの一騎討ちになる。
アシュラマンとの戦いは父スグルとの親子の絆を瓦解されるほどの接戦となったが、闘いの中で関係を修復。万太郎は「マッスル・G」を成功させ、再生アシュラマンに勝利する。同時に恐怖の将の復活を阻止し、ミートの身体を全て取り返す。

### 究極の超人タッグ編
時間超人ライトニング、サンダーの引き起こしたタイムパラドックスにより、消滅の危機にあるケビンマスクを救うために「タイムワープの8超人」として、20世紀への旅に参加する。
時間超人の手にかかりそうになったロビンマスクを救うことに成功するも、駆け寄ったロビンの妻・アリサにぶつかり、そのショックでアリサが跳ね飛ばされ、彼女は時間超人の手により瀕死の重傷を負ってしまう。その後、時間超人の狂言により、新世代超人は全員伝説超人から敵視される。また、彼らの出現によりトロフィーがマシンガンズを最強と認めなくなり、もう一度最強のタッグを決めるために究極の超人タッグが開催される。
キッドがロビンマスクと組んだことをきっかけに焦る万太郎は仲間たちとタッグを組もうとするが、そこに同じくタイムワープしてきたネプチューンマンが出現。万太郎は彼と組もうとするも、ネプチューンマンはセイウチンを指名。納得のいかない万太郎はセイウチンを罵倒。セイウチンはネプチューンマンと共に、その場を立ち去ってしまう。
その後、万太郎はミートから超人大全に記された、キン肉スグルの時代と万太郎の時代の間に現れた「間隙の救世主」の話を聞くがトイレに行った際、そのことが書かれたページを誤ってトイレットペーパー代わりにトイレに流してしまい、ミートにまで決別される。
パートナー探しに奔走する万太郎は、見世物小屋で行われた偽者レスラー・ブタ肉マンことカオスに目をつける。万太郎は彼に事情を話し、カオスが入手していたキン肉マングレートのマスクを被らせ、マッスルブラザーズ・ヌーボーを結成し、究極の超人タッグに出場する。
突如行われた間引きバトルロイヤルでは、カオスが自分も知らない潜在能力で時間超人やヘル・イクスパンションズ（ネプチューンマン、セイウチン）を一時的に圧倒するも、万太郎はネプチューンマンの老獪な技に苦しめられ、クロス・ボンバーで覆面をはがされそうになる。万太郎は火の玉・火爺隊（イリューヒン、バリアフリーマン）に助けられ、本選に出場する。
組み合わせのパチンコではザ・マシンガンズの妨害により、1回戦にて地獄のカーペンターズ（デーク・棟梁、ザ・プラモマン）と対戦。万太郎はカオスをフォローし、カオス自身の奮闘もあり1回戦を勝利する。
2回戦では2000万パワーズ（バッファローマン、モンゴルマン）と対戦、記憶が戻り正体を表したカオスとのタッグ技「マッスル・エボルシオン」で勝利する。
2回戦全試合終了後、突如現れたサタンとそれに協力した新星・ヘル・イクスパンションズ（ネプチューンマン、マンモスマン）、時間超人により黒後家蜘蛛の呪いにかけらそうになるが、キン肉マンが彼を庇う形で呪いに掛かり、父のことを思う万太郎は特訓に集中できなくなる。しかし西伊豆海岸の断崖絶壁より、キン肉マンの師プリンス・カメハメの霊が出現。彼に鼓舞激励され、訓練をつけてもらう。
準決勝第一試合では、ザ・マシンガンズとの対戦が決定。キン肉マンはマスカラ・コントラ・マスカラ（覆面剥ぎデスマッチ）を提案し、それを受ける。戦いの中でキン肉マンは黒後家蜘蛛の呪いを解除するが、キン肉マンは正義超人のイメージを覆す指折り、マスク剥ぎなど裏技を乱発。しかし戦いの中、場外に転落しそうになるキン肉マンを助けるなど正義超人としてのフェアな精神を見せ、さらにマシンガンズの至極のツープラトンである「マッスル・ドッキング」の看破に成功。最後はマッスル・エボルシオンで勝利する。試合の後、キン肉マンは自分の内情を話し、万太郎を息子と認めるものの、けじめをつけるためにマスクを脱ぐが、万太郎は父の素顔が明らかになる事を阻止するため、自らもマスクを脱ぎフェイス・フラッシュを照射、お互いのマスクを入れ替えることによりキン肉マンの自害と、それによる自らの消滅を食い止めることに成功する。
準決勝第二試合では、正義に目覚めたネプチューンマンを時間超人から助けるためにカオスが重傷を負い、彼の臨終を見届けた後、決勝戦までの間マッスル・スパーク習得を目指す。カオスの残したピラリアの花の奇跡により復活した仲間たちと謎のフードの男の協力により、マッスルスパーク"地"を取得した万太郎は一人で決勝のリングに上がる。マッスルスパークを失敗し、世界五大厄の攻撃の前に窮地に陥った万太郎の前にグレートマスクを付けた超人が現れる。万太郎は当初復活したカオスと思い込んでいたが、ケビンマスクと判明。万太郎は、ケビンを助けるために過去に来たことと、自分にとってのパートナーはカオスただ一人とケビンとの共闘を拒否したが、ケビンの心からの懇願によりわがかまりが解け、共に世界五大厄に立ち向かう。戦いは次第に劣勢となり、万太郎は心が折れそうになるがケビンの奮闘により闘志を取り戻す。最後はサンダーをNIKU⇒LAPでKOし、ケビンと共にライトニングとサンダーをマッスル・キングダムでKOする。
優勝した万太郎とケビンはトロフィーを引き抜き、トロフィー球根の破片をライトニングとサンダーに分け与える。正義超人としての矜持を唱えた万太郎とケビンだったが、ライトニングは悪行超人としての美学を貫き溶岩に身を投げ死亡。万太郎は禍の禍根として球根に火を放ち、焼失させる。残りの球根の破片を負傷した伝説超人、カオスに与えた後にトロフィーをマシンガンズに返還。未来へと帰還し、物語は幕を閉じる。

### 主要対戦成績
- シングルマッチ
  - ○ボーン・キラー（キン肉バスター）
  - ○アナコンダ（キン肉バスター）
  - ○キン肉マン（キン肉ドライバー）
  - ○テルテルボーイ（万太郎ボム ※ アニメではキン肉バスター）
  - ○MAXマン（キン肉バスター）
  - ○チェック・メイト（キン肉バスター）
  - ○デッド・シグナル（キン肉バスター）
  - ○クリオネマン（イ・ロ・ハ地獄巡り）
  - ○スカーフェイス（マッスル・ミレニアム）
  - ○THE・リガニー（マッスル・ミレニアム ※ アニメではキン肉バスター）
  - ○フォーク・ザ・ジャイアント（マッスル・ミレニアム）
  - ○ハンゾウ（マッスル・ミレニアムレングス）
  - ○ボーン・コールド（マッスル・ミレニアム）
  - ○ザ☆農村マン（ターンオーバー・キン肉バスター）
  - ○ウォッシュ・アス（マッスル・ミレニアム）
  - ○バリアフリーマン（マッスル・ミレニアム）
  - ○ヒカルド（マッスル・ミレニアム）
  - ×（アニメでは○）ケビンマスク（ビッグベン・エッジ ※ アニメではマッスル・Gで勝利）
  - ○ザ・コンステレーション（マッスル・G）
- タッグマッチ
  - ○ザ・デモリッションズ（ボルトマン / 再生アシュラマン、マッスル・G）
  - ○地獄のカーペンターズ（デーク・棟梁 / ザ・プラモマン、マッスル・G&パワーボム）
  - ○2000万パワーズ（バッファローマン / モンゴルマン（ラーメンマン）、マッスル・エボルシオン）
  - ○ザ・マシンガンズ（キン肉マン / テリーマン、マッスル・エボルシオン）
  - ○世界五大厄（ライトニング / サンダー）
    - ×1本目（死時計の刻印）
    - ○2本目（NIKU⇒LAP）
    - ○3本目（マッスル・キングダム）

## 『キン肉マンII世〜オール超人大進撃〜』
H・Fでの特訓を受け、地球の危機にキン肉星から派遣された。窮地に陥ったガゼルマンにタッチを求め、たこ焼きにされ観客に食べられそうになった天タコルズを救うなど、友情に篤い面も描かれている。
その一方では自堕落な生活が強調され、テリー・ザ・キッドが訪問した際には、キン肉ハウスのあまりの散らかりぶりに呆れていた。また風呂嫌いかつ、歯磨きや用もロクに足していないと語られる。
超人一等祭では、OKAN、天タコルズ、ザ・ドゥームマンを破り優勝。彼らとの友情を築いている。

### 主要対戦成績
- シングルマッチ
  - ○プリプリマン（キン肉バスター）
  - ○ザ・犀暴愚（マンタロー・ネックチャンスリー・ドロップ）
  - ○チェック・メイト（キン肉バスター）
  - ○ジェイド（マッスル・ミレニアム）
  - ○OKAN（マッスル・ミレニアム）
  - ○天タコルズ （キン肉ドライバー）
  - ○ザ・ドゥームマン（ツームストン・ドライバー）
- タッグマッチ
  - ○ザ・ファックス&ペーパーミイラ （サバンナヒート）

## 得意技
キン肉バスター
キン肉族に伝わる48の殺人技の一つ。別名「五所蹂躙絡み」。父から譲り受ける。スグルとは違いネックブリーカーの体勢から入るのが特徴。
アニメで万太郎を演じた小野坂は「言いやすい技」でお気に入りと述べている。
ターンオーバー・キン肉バスター
対スカーフェイス戦で編み出した技。相手を逆向きに持って繰り出すキン肉バスター。アルティメット・スカー・バスターを破った直後に放った。
キン肉ドライバー
別名「疾風迅雷落とし」。父から譲り受け、その父との対戦で勝利した技。元は父が開発した技だが、キン肉族48の殺人技としても扱われる。
マンタロー一番絞り
初使用時の名称はマンタローストレッチ。スタンディング状態で鎌固めをしかける技。
マッスル・ミレニアム
対スカーフェイス戦で編み出した、1000年に一度の超必殺技。高く放り投げ上げた相手の落下に合わせ、自分はロープの反動を利用し頭から相手の腰骨めがけ突っ込み、相手の両腕をチキンウイングに極めつつロープに激突させる技。腰骨だけではなく、ロープを利用し相手の顔面と上腿筋にもダメージを与えている。
ロープが2本以上ないと繰り出せない、軟体な肉体を持つ超人には通用しない（極端に身体を反ることにより防がれる）という弱点がある。
アニメで万太郎を演じた小野坂は「（キン肉）バスターみたいに伸ばす部分がないから叫ぶのが結構難しい」と述べる。
マッスル・ミレニアムレングス
対ハンゾウ戦で使用。切られていたロープの代わりにリングにできた穴を利用した、縦方向の変形版マッスル・ミレニアム。
マッスル・G（-グラヴィティ）
対コンステレーション戦で初披露（初登場時は「謎の技?」と表記されていた）。21世紀型のキン肉バスター。キン肉バスターを仕掛けつつ、火事場のクソ力で落下速度を上げることで強烈な重力がかかり、その反動で相手の身体が弾けるように逆方向へ反り返る。そのまま両脚で相手の両腕を極めながら叩きつける技。この重力と不自然な体勢のため従来のキン肉バスター破りは通用しない。精度・威力共に通常のキン肉バスターよりもはるかに勝る必殺技。
48の殺人技の51番目の技（48の殺人技+3）と数えられている。
アニメではケビンマスク戦にてミートの助言で完成させた。『キン肉マンII世〜オール超人大進撃〜』では特に習得する場面はなく、「この生身の筋肉を活かせる技を日夜考えている」とドゥームマン戦にて初披露。
マッスル・スパーク"地"
キン肉族三大奥義の一つ。対時間超人との決戦前にタッグ・パートナーのカオスを失ったために単体で、時間超人の2人を倒せる技の習得が必要な状況で、祖父の真弓からキン肉族三大奥義の存在とその技が刻み込まれた「フィニッシュ・ホールドの壁画」を教えられる。万太郎は幼少期に壁画を一度見ていたが、父のスグルから今後一切壁画を見る事と見た事を忘れるよう言われていた。
謎のマント男からのメッセージを頼りに太陽の塔にて、他の新世代超人たちの協力を受けて猛特訓する。かつて奥義の体得を試みた真弓や未来の自分と知識を共有したミートがいた事から、技の全貌については早期に把握したが、マッスル・スパーク「天」での空中での固定状態に入る時に両腕のクラッチが行うことが出来ず技が不完全となり、フォームを固定する事は「全身の筋肉や可動域に逆らうような物」と言い、自身と同じく祖父の真弓がかつて、マッスル・スパークを習得出来なかった理由を知る。マッスル・スパークを習得するのは諦めかけるも、マント男のメッセージの本当の意味を理解したミートの助言で特訓方法を変えつつ、特訓の最中にマント男から投げられた槍の介入を避けるために体勢を変えた時に、「地」のフォームへとなり、マッスル・スパーク「地」を偶然であるが行う事に成功し、その後ミートからマッスル・スパークの壁画に隠された細工彫りで描かれた、「地」の存在を教えられ、試合迄に特訓が出来る時間の短さと、自身の筋肉などのフィジカル面の問題から身体への負担を軽くするために、「地」のみを習得した。
万太郎ボム
超人レスラーとしてのデビュー戦であるテルテルボーイ戦で披露。失敗したダブルアーム・スープレックスから、とっさにタイガードライバーのような体勢に立て直して落下する。ミートが即興で名づけた。
イ・ロ・ハ地獄巡り
クリオネマンのxyzクラッシュに対抗して披露。最初の「イ」で投げ飛ばした相手の背中に頭突きし、次に「ロ」でマンタロー一番絞りを加え、最後に「ハ」で相手の両腕と両脚とクラッチしたマンタローハカイ落としで落下する三段攻撃。
ゲームなどのメディアでは「ハ」の部分がキン肉バスターになることもある。
アルティメット・スカー・バスター破り
スカーフェイスのアルティメット・スカー・バスターの足フックで首を拘束される前に、リングの鉄柱を挟み込む回避技。「超人レスリングは凶器の持ち込みは反則だが、リング内にあるコーナーポストやロープを使った攻撃は合法」であるため、ルールにも反していない。鉄柱はスカー・バスターの上昇力を利用して引き千切ったものを使用。
パンツドライバー
相手に放屁し、そのまま相手の頭をパンツの中に入れツームストン・ドライバー状に落とす。父スグルも使用している。
マンタロー・エアー
連続の側転で自らを十字手裏剣のように回転し、相手に攻撃する。身の軽い万太郎独特の技。
肉のカーテン
キン肉族の戦士・キン肉タツノリが考案した防御法。ボクシングのピーカブースタイルのように両腕で相手の攻撃から身を守る。極度の集中力が要される技のため、万太郎は練習をサボり未習得の状態だったが（その設定が語られるTHE・リガニー戦で使用している）、農村マンの「赤ちゃん親指チューチュー作戦」により完全に習得した。
フェイスフラッシュ
キン肉族に伝わる秘技。万太郎は完全に習得していないため、長時間使用すると体力を消耗する。
脱穀スープレックス
相手を両足を取り後方に投げる技。元は農村マンの技で、彼より伝授された。
マンタロー・ネックチャンスリー・ドロップ
相手の頭部を抱えながらキャンバスに叩き付ける。ザ・犀暴愚戦で使用。
キン肉カッター
マスクについている角で攻撃する。アニメのケビンマスク戦での角対決で用いた。
ベルリンの赤い雨
ジェイドのドクロの徽章を介して伝わってきたジェイドの念で使用したベルリンの赤い雨。スカーフェイス戦で使用し、スワロウテールを切断した。
48の殺人技
足絡み腕封じ
空中で相手の上に覆い被さるような体勢から、相手の左腕を股で挟み込み、なおかつ両手で相手の右腕でつかみ、左脚を相手の左脚を引っかけキャンバスに組み伏せる。
超人絞殺刑
ロープを挟んだ相手の背後から両手をチキンウイングに捕らえ、さらに両脚で相手の首を引っ掛けたうえ、体重をかけて絞める技。真弓からは「スグルのものよりフォームがいい」と称された。
52の関節技
カメハメとの訓練で会得した関節技。
キラウエアストレッチ
相手の左脇に頭を潜り込ませ、右手で相手の右腕を掴み、左手で頭をロックし、右足を相手の左足を引っ掛ける関節技。
カメハメ仏壇落とし
空中で相手の両腕を貫抜きでとらえ、さらに両脚を内側から相手の両脚に絡めて身動きが取れない状態にしたうえで、頭からマットに落とす。
ボー・バック・ブリーカー
うつ伏せになっている相手の右手首をつかんだうえ右脚を脇に挟みクラッチ、さらに背中に片膝を押し当てて体を反らせる関節技。
肉のアーマー
ドゥームマン戦で使用。ドゥームマンにハイジャック・バックブリーカーをかけられ、左右の肩の回転するギムレットで背中を裂かれた際、背中の筋肉を盛り上げて脱出した。

### タッグ技
M&Kコネクション（エムアンドケイ-）
キッドと即興で披露。キッドが相手を掴んで投げ、それを万太郎が空中でダイヤモンド・カッターで捕らえて落とす。
万&米アタック（まんアンドよねアタック）
超人オリンピック ザ・レザレクション最終予選「二人三脚でZEI!ZEI!」でパートナーを組んだ佐々木米男との、ツープラトンの体当たり。
万&米ギロチンレッグラリアート（まんアンドよねギロチンレッグラリアート）
佐々木米男とのツープラトンの蹴り技。
NIKU⇒LAP（ニクラップ）
ザ・坊ちゃんズのツープラトン。キン肉バスターとケビンマスクのOLAPを合体させた技。2人で1人の相手を攻撃する。
坊ちゃんズコラボレート・1（プレピーコラボレートワン）
ザ・坊ちゃんズのツープラトン。お互いに相手をデスバレーボムで持ち上げ、脳天同士をぶつける。
マッスル・ドッキング
父とテリーマンから譲り受けた技。マッスルブラザーズ・ヌーボーのツープラトンとして地獄のカーペンターズ戦で使用を試みたが、失敗している（厳密にはパートナーのカオスがキン肉バスターを失敗したため。万太郎自身はキン肉ドライバーに成功している。なお、2人とも別の技に移行して成功し勝利は収めている）。
マッスル・エボルシオン
マッスルブラザーズ・ヌーボーのツープラトン。マッスルGにリバースジャーマンとジャパニーズレッグロックホールドを合体させた技。
ビッグフット・エクスプレス
マッスルブラザーズ・ヌーボーのツープラトン。2000万パワーズ戦で使用。ロングホーントレインの要領でカオスの両足を前に出し、突進する荒技。
ムーンサルトヘッドプレス
マッスルブラザーズ・ヌーボーのツープラトン。ザ・マシンガンズ戦で使用。カオスが相手を四の字固めに、そして万太郎がムーンサルトで相手を攻撃する技。
ダブルショルダーバスター
2人同時にジャンプしながら逆さ状態となり、互いの相手の首に腕を引っ掛けて一回転し繰り出すショルダーバスター。
スカル・カンパーナ
マッスルブラザーズ・ヌーボーのツープラトン。2人同時に空中で背中合わせとなり、互いの相手を肩車で担ぎ上げる。そのまま両手首を交差させ捕らえ、股の下を潜らせて後方に通すことにより、相手の頭同士を激突させる。
幻惑・陽炎飛び
マッスルブラザーズ・ヌーボーのツープラトン。万太郎とカオスが身体を前後に重ねながら左右に飛び、相手を惑わす技。
マンカオ落とし
マッスルブラザーズ・ヌーボーのツープラトン。パワーボムで持ち上げた相手に、カオスがコーナーからの背面飛びで腕を相手の首に引っ掛け、そのまま落とす技。
バスターバリエーションPart5
連載時はダブルバスター。元はザ・マシンガンズのツープラトン。2人で相手の脚を一本ずつつかみ、キン肉バスターを掛ける技。
日英クロス・ボンバー
ザ・坊ちゃんズのツープラトン。ケビンマスクと共に行うクロス・ボンバー。父・キン肉スグルとケビンの父・ロビンマスクが王位争奪戦でタッグを組んだときも使用している。
マッスル・キングダム
ザ・坊ちゃんズのツープラトン。マッスル・スパーク"地"とケビンマスクのビッグベン・エッジの合体技。マッスル・スパーク"地"の落下時に頭が下に来るよう傾け、ケビンがもう一人の相手にビッグベン・エッジを仕掛けながらマッスル・スパークを掛けられている相手の首を爪先でクラッチし、さらにビッグベン・エッジでクラッチされていない相手の片足を足で捉えた状態でキャンバスに落下する。

## プロフィール
- 分類 - 新世代超人
- 出身地 - キン肉星
- エントリー -  日本
- 身長体重 - 176cm 83kg[22]
- 超人強度 - 93万パワー[23]
- 年齢 - 14歳[24] 超人オリンピック時15歳[25]
- 好きな物 - カルビ丼、地方の美味なもの、ギャル[26]、星座[27]
- 嫌いな物 - 風呂・プール等、こんにゃく[28]
- 家族 - 曾祖父 キン肉タツノリ 祖父 キン肉真弓、ホルモン・ヤーキ 祖母 キン肉小百合、ハラミ 父 キン肉スグル 母 ビビンバ 伯父 キン肉アタル、プルコギ・ヤーキ
- 趣味 - 合コン、王様ゲーム、ナンパ、食い倒れ、オリジナルTシャツ作り[26]
- 特技 - ブラインドタッチ[26]
- 口癖 - 「股間にイチモツ、手にニモツ!」「どんな相手も木っ端微塵のミジンコちゃんよ!」「〜マッスル（主にアニメ）」
- その他 - 獅子座のO型[29]

### 異名
- キン肉マンII世[30]
- 最強の遺伝子を継ぐ男[31]
- ミスター・バスター[32]
- 豚マンちゃん[33]
- 奇蹟の逆転ファイター[34]
- 21世紀の王位継承者[35]
- 燃え上がる不屈の魂[35]
- 血を受け継ぐ男[35]
- 鉄の絆[35]
- 受け継がれた伝説[35]
- 新たなる時代の息吹[35]

### 主な肩書き
- 第59代キン肉星王位継承者（キン肉星王子）
- ヘラクレス・ファクトリー 第1期生
- 日本駐屯超人・東京都大田区美波理（ビバリー）公園担当
- team-AHO[36]
- タイムワープの8超人[37]

### 個人タイトル歴
- 超人オリンピック ザ・レザレクション準優勝[38]（アニメでは優勝）
- 究極の超人タッグ戦優勝
- ヘラクレス・ファクトリー入れ替え戦優勝[38]
- 火事場のクソ力チャレンジ完遂[38]

## テーマソング
カルビ丼音頭
歌 - 小野坂昌也（キン肉万太郎） / 作詞 - 木村京太郎 / 作曲・編曲 - 岩﨑元是

## 家系図
```
　　　　　　　　ハラミ
　　　　　　　　　┃
　　　　　　　　　┣━━━━━┳━━ プルコギ・ヤーキ
　　　　　　　　　┃　　　　　┃
　　　　　　　　　┃　　　　　┗━━ ビビンバ
 　　　　　　　　 ┃　　　　　　　　　　┃
　　　　　　　 ホルモン・ヤーキ 　　　　┣━━━━ 
キン肉万太郎

　　　　　　　　　　　　　　　　　　　　┃
　　　　　　　キン肉小百合　　　　　　　┃
　　　　　　　　　┃　　　　　　　　　　┃
キン肉タツノリ　　┣━━━━━┳━━ 
キン肉スグル

　　┃　　　　 　 ┃　　　　　┃
　　┣━━━━ キン肉真弓　 　┃
　　┃　　　　　　　　　　　　┗━━ 
キン肉アタル

　？？？
```

## コンピュータゲーム
『キン肉マンII世』の最初のゲーム化作品である『キン肉マンII世 ドリームタッグマッチ』では、14体のプレイヤーキャラクターの一人としてキン肉万太郎が登場している。性能はバランスが良く、ストーリーモードでは彼がメインとなる。
『キン肉マンII世 新世代超人VS伝説超人』など、タッグチームを組むキャラクターによっては特定のチーム名が付けられる。以下にそれを示す。
- team-AHO - テリー・ザ・キッド、セイウチン、ガゼルマン
- チーム親子丼 - キン肉マン
- ビッグ・サプライズ - ロビンマスク
- カップラーメンズ - ラーメンマンorモンゴルマン
- M&Kマシンガンズ - テリー・ザ・キッド
- 牛&肉ハリケーンズ - バッファローマン
- スーパー・ノーヴァーズ - ジェイド
- デンジャラス・バスターズ - スカーフェイス

team-AHOを除いてはゲーム独自の名称である。
『キン肉マンII世 超人聖戦史』では主人公が正義超人であり、主人公の正悪を評価する属性ゲージが100の状態の時のみ仲間にできる。また一定の条件を満たしている場合は弟子入りすることも可能で、「キン肉バスター」を習得できる。
『キン肉マン マッスルグランプリ』シリーズでは、万太郎の2Pカラー（同じキャラクター同士で対戦するための「色違い」キャラクター）として新コスチューム版が登場する。

## Dynamite!!
2008年12月31日、『Dynamite!! 〜勇気のチカラ2008〜』で「ボブ・サップ vs キン肉万太郎」のヘビー級ワンマッチが行われた。スペシャルプロデューサーであるDJ OZMAがマッチメイクしたもので、キン肉万太郎に関しては、生年月日、身長体重、全て不明だが、レスリングでフリースタイル全日本選手権7連覇し、オリンピックの夢を捨て桜庭和志の下でトレーニングをしていた、という触れ込みだった。結果はレフェリーストップTKO負け。